# Plan Martín Chino
Plan Martín Chino är en ort i Mexiko.   Den ligger i kommunen Santiago Jocotepec och delstaten Oaxaca, i den sydöstra delen av landet, 400 km sydost om huvudstaden Mexico City. Plan Martín Chino ligger 91 meter över havet och antalet invånare är 378.
Terrängen runt Plan Martín Chino är huvudsakligen kuperad, men åt sydost är den platt. Runt Plan Martín Chino är det ganska glesbefolkat, med 24 invånare per kvadratkilometer. Närmaste större samhälle är San Antonio las Palmas, 15,4 km sydväst om Plan Martín Chino. I omgivningarna runt Plan Martín Chino växer i huvudsak städsegrön lövskog.